# 奈良薬品
株式会社奈良薬品（ならやくひん）は、かつて存在した企業。奈良県に本社を置き主に医薬品・医療機器の卸売りを扱う企業であった。その後、株式会社カイホウ、ホウヤク、クラヤ薬品、クラヤ三星堂となりメディパルホールディングスに吸収される。人命関連商品としての医薬品を中心に地域社会の健康に奉仕する卸であった。

## 沿革
- 昭和46年 - 奈良県の「山田隆雲堂」が「森田草楽堂」の奈良県の一部の営業圏を譲受し「奈良薬品株式会社」設立
- 昭和62年 - 和歌山県の「市山」合併し「株式会社カイホウ」設立

## 取引銀行
- 取引銀行　南部銀行

## 主な取引メーカー
- 武田薬品
- 第一製薬